# Gunnar Johnsson (friidrottare)
Gunnar Johnsson, född 3 juli 1889, död 19 juni 1926, var en svensk släggkastare som tävlade för Jönköpings IS.
Vid OS i Stockholm 1912 kom Johnsson på elfte plats i släggkastning.